# Sonja O'Hara
Sonja O'Hara (née Sonja Kristiansen) est une réalisatrice, scénariste, actrice canadienne nommée aux Emmy Awards. Elle est représentée par William Morris Endeavour (WME) et Management 360. Elle est originaire de Halifax, en Nouvelle-Écosse, Canada, et réside à Los Angeles, Californie.

## Biographie

### Premiers pas
O'Hara a commencé à faire du théâtre à l'âge de dix ans, apparaissant dans des spectacles de son école, dont une production locale de Casse-Noisette dans laquelle elle jouait Clara. Elle est la plus jeune de deux enfants de la famille. À l'âge de 17 ans, O'Hara déménage à New York pour suivre les cours du New York Conservatory for Dramatic Arts. En 2006, elle décroche le rôle principal dans la première représentation à New York de la pièce de Tennessee Williams, Pieces of Paradise, récemment découverte et mise en scène par Stephan Morrow.

### Succès
Sa série digitale Doomsday (qu'elle a créée, coréalisée et dans laquelle elle tient le rôle principal) a été nommée pour les Daytime Emmy Awards 2021 dans le cadre du programme dans la catégorie « Meilleur programme de fiction de jour. »
Elle a été sélectionnée comme l'une des « 10 cinéastes à suivre » par Independent Magazine, choisi par un jury du MovieMaker Magazine, du Sundance Institute et du Festival du film d'Austin. Parmi les anciens lauréats figurent Barry Jenkins, le réalisateur oscarisé de Moonlight. O'Hara a créé la série d'Amazon acclamée par la critique, Doomsday et qui a remporté le prix de la meilleure série à l'ITVFest de HBO. Nommée aux Streamy Awards (pour la « Meilleure série indépendante »), O'Hara a remporté le prix de la « Meilleure Réalisation » parmi 4 000 candidatures au New York Television Festival. Elle a été invitée à participer au festival du film SXSW, dans le cadre du panel sur la production de séries télévisées. Sa nouvelle série Astral a été approuvée par Adaptive Studios, et elle écrira et réalisera les six épisodes.
En tant qu'actrice, elle est surtout connue pour avoir joué le rôle de Calpurnia Dylan dans le film américain Ovum (2015). En 2007, O'Hara monte sur les planches de New York dans une production de la pièce  The Deer Park de l'auteur Norman Mailer, lauréat du Prix Pulitzer, dans le rôle d'un personnage inspiré par Marilyn Monroe.
En 2019, O'Hara a fait ses débuts de réalisatrice de long métrage avec l'adaptation du jeu vidéo japonais populaire Root Letter.

## Filmographie

### Film
| Année | Titre                    | Rôle             | Remarques    |
| ----- | ------------------------ | ---------------- | ------------ |
| 2010  | Da Heist                 | Rachel White     |              |
| 2010  | In the Hands of God      | Eve              |              |
| 2010  | #1 Cheerleader Camp      | Betty            |              |
| 2011  | Shark Bite               | Joanie           |              |
| 2011  | The Victorville Massacre | Stephanie Storms |              |
| 2011  | For the Children         | Anabelle         |              |
| 2012  | Bananazzz                | Andenisse Brown  |              |
| 2013  | Town Red                 | Lily             |              |
| 2013  | Rambler                  | Alice            |              |
| 2014  | Ovum                     | Calpurnia Dylan  |              |
| 2020  | Root Letter              |                  | Réalisatrice |

### Sources
- (en) « Mailer, Monologues, Mind Games Part of March Makor Line-Up », Raleigh.broadwayworld.com, 4 mars 2013 (consulté le 22 mai 2013).
- (en) Noetzel, « Victorville Massacre, The (2011) Review », Dread Central, 11 octobre 2011 (consulté le 22 mai 2013).
- (en) Zinoman, Jason, « Three Dollar Bill », sur The New York Times, Theater Review, 8 décembre 2005.
- (en) « American Massacre », Tomcat Films LLC, 28 octobre 2013 (consulté le 22 mai 2013).